# 徐奕
徐奕（？—219年），字季才，東莞郡人。東漢末官員，任命於曹操。為人忠直。

## 生平
徐奕起初到江東避難，孫策以禮徵命他，徐奕卻不願，更加改名換姓，微服回到東莞。曹操任司空後，辟命他為掾屬。建安十六年（211年），隨同曹操征討在關中起兵的馬超。擊敗馬超後，因為關中仍然動蕩，故此留下徐奕為丞相長史，鎮守長安。後來轉任雍州刺史，任東曹屬。
此時，丁儀深受寵信，並且誣陷徐奕，但徐奕卻堅決不肯向丁儀靠攏。及後徐奕被調任魏郡太守。建安十七年（212年），曹操征孫權，任命徐奕為留府長史。曹操封為魏公，建魏國後，徐奕當尚書，後管理選舉事，遷任尚書令。
建安二十四年（219年），魏諷趁曹操出征而謀反，中尉楊俊因而被貶職。曹操認為魏諷膽敢謀反，都是因為楊俊等人不能遏止魏諷這些奸惡之徒，令他們奸計得逞，又問桓階誰人可以代替楊俊；桓阶則推薦徐奕，於是曹操就任命徐奕為中尉，但上任數月後就因病而辭官，曹操於是改命他為諫議大夫，不久逝世。
后来魏文帝曹丕每次会见朝臣时都嗟叹，怀念徐奕的为人。

## 族子
徐奕没有儿子，文帝就下诏以徐奕族子徐统为郎官，作为徐奕的后嗣。

## 評價
- 曹操：「君（徐奕）之忠亮，古人不過也，然微太嚴。昔西門豹佩韋以自緩，夫能以柔弱制剛強者，望之於君也。今使君統留事，孤無復還顧之憂也。」「昔楚有子玉，文公为之侧席而坐；汲黯在朝，淮南为之折谋。诗称‘邦之司直’，君之谓与。」

- 傅玄：“崔琰、徐奕，一时清贤，皆以忠信显於魏朝。”

- 陳壽：「徐奕、何夔、邢顒貴尚峻厲，為世名人。」

## 延伸阅读
[在维基数据编辑]
 《三國志·卷12》，出自陳壽《三國志》